# Greenville (Wisconsin)
Das Village of Greenville ist ein Village in Outagamie County im US-amerikanischen Bundesstaat Wisconsin. Im Jahr 2020 hatte die damalige Town 12.687 Einwohner. Greenville liegt in der Fox Cities genannten Metropolregion.
Bis 2021 war die Town of Greenville eine von 20 Townships in Outagamie County. Im Januar des Jahres wurde der urbane, östliche Teil als Village inkorporiert, im Juni der westliche Teil angeschlossen. Das Village of Greenville ist eines der flächenmäßig größten Villages in Wisconsin.

## Geografie
Greeville liegt im Osten Wisconsins, im westlichen Vorortbereich der Stadt Appleton und wenige Kilometer nördlich des Fox River, der rund 60 km nordöstlich in die Green Bay des Michigansees mündet.
Die geografischen Koordinaten des Zentrums von Greenville sind 44°17′16″ nördlicher Breite und 88°33′30″ westlicher Länge. Es erstreckt sich im Süden des Outagamie County über eine Fläche von 93 km² und grenzt an folgende Nachbartowns:
| Town of Hortonia                      | Town of Ellington                           | Town of Center                     |
| Town of Dale                          | Kompassrose, die auf Nachbargemeinden zeigt | Town of Grand Chute                |
| Town of Winchester (Winnebago County) | Town of Clayton (Winnebago County)          | Town of Menasha (Winnebago County) |

## Verkehr
In Greenville treffen die Wisconsin State Highways 15, 76 und 96 zusammen. Alle weiteren Straßen sind untergeordnete Landstraßen, teils unbefestigte Fahrwege sowie innerörtliche Verbindungsstraßen.
Durch das Gebiet von Greenville führt in Nordwest-Südost-Richtung für den Frachtverkehr eine Eisenbahnlinie der Canadian National Railway (CN).
Der Outagamie County Regional Airport befindet sich im Südosten von Greenville.

## Bevölkerung
Nach der Volkszählung im Jahr 2010 lebten in der Town of Greenville 10.309 Menschen in 3631 Haushalten. Die Bevölkerungsdichte betrug 110,8 Einwohner pro Quadratkilometer. In den 3631 Haushalten lebten statistisch je 2,83 Personen.
Ethnisch betrachtet setzte sich die Bevölkerung zusammen aus 95,9 Prozent Weißen, 0,3 Prozent Afroamerikanern, 0,4 Prozent amerikanischen Ureinwohnern, 0,9 Prozent Asiaten sowie 1,7 Prozent aus anderen ethnischen Gruppen; 0,7 Prozent stammten von zwei oder mehr Ethnien ab. Unabhängig von der ethnischen Zugehörigkeit waren 3,6 Prozent der Bevölkerung spanischer oder lateinamerikanischer Abstammung.
29,7 Prozent der Bevölkerung waren unter 18 Jahre alt, 62,6 Prozent waren zwischen 18 und 64 und 7,7 Prozent waren 65 Jahre oder älter. 49,8 Prozent der Bevölkerung war weiblich.
Das mittlere jährliche Einkommen eines Haushalts lag bei 84.063 USD. Das Pro-Kopf-Einkommen betrug 33.687 USD. 4,1 Prozent der Einwohner lebten unterhalb der Armutsgrenze.